# 程晓健
程晓健（1963年11月—），女，汉族，山东济南人。中国共产党党员。中共中央党校经济管理专业毕业。中国人民解放军空军少将。

## 生平
1981年，成为中国空军第五批女飞行学员。历任航空兵团副团长、航空兵师副参谋长、指挥所副参谋长、航空兵师副师长等职。2009年4月，任成都军区空军运输航空兵第4师师长，成为自1949年中华人民共和国成立以来中国空军出现的第一位女性师长。至迟于2015年6月，任成都军区空军副参谋长。至迟于2015年6月，任西部战区空军副参谋长。
先后荣立二等功1次、三等功5次，1990年被评为“全军妇女先进个人”，1993年獲评为空军优秀飞行员，2004年獲评为空军优秀参谋人员，2007年获全国三八红旗手荣誉称号，是第八、九、十、十一届全国人大代表。
2016年5月，晋升空軍少將军衔。2019年10月1日，在庆祝中华人民共和国成立70周年大会阅兵式上率女兵方队。2020年，任东部战区政治工作部副主任。
江苏省人大第十三届、十四届代表，十四届人大常委会委员。2021年1月，被补选为江苏省十三届人大常委会代表资格审查委员会副主任委员。